# Habenaria spiraloides
Habenaria spiraloides är en orkidéart som beskrevs av Eugène Jacob de Cordemoy. Habenaria spiraloides ingår i släktet Habenaria och familjen orkidéer.
Artens utbredningsområde är Réunion. Inga underarter finns listade i Catalogue of Life.